# Viișoara (okręg Kluż)
Viișoara (węg. Aranyosegerbegy) – wieś w Rumunii, w okręgu Kluż, w gminie Viișoara. W 2011 roku liczyła 4488 mieszkańców.